# El Llano, Elías Piña
El Llano är en kommun i Dominikanska republiken.   Den ligger i provinsen Elías Piña, i den västra delen av landet, 180 km väster om huvudstaden Santo Domingo. Antalet invånare i kommunen är cirka 8 300.
Terrängen i El Llano är huvudsakligen kuperad, men söderut är den bergig.